# Typhlodromips neoclavicus
Typhlodromips neoclavicus är en spindeldjursart som beskrevs av Denmark och Evans 1999. Typhlodromips neoclavicus ingår i släktet Typhlodromips och familjen Phytoseiidae. Inga underarter finns listade i Catalogue of Life.